# Sulayman-Too
Sulayman-Too är ett berg i staden Osj i Kirgizistan och landets första och enda världsarv. Förr var det en viktig plats för muslimska pilgrimsvandringar. Berget reser sig tvärt ur Ferganadalens flacka omgivningar och är en populär plats bland lokalbefolkning och turister.
Sulayman är en profet i Koranen och berget har en helgedom som anses markera hans gravplats. Kvinnor som bestiger helgedomens topp och kravlar genom en öppning i berget kommer, enligt legenden, föda friska barn. Träd och buskar på berget är smyckade med mängder av bönevimplar – små bitar tyg som är bundna vid dem.
Enligt världsarvskommittén är berget "det mest fullständiga exemplet på ett heligt berg i hela Centralasien, vördad under flera millennier". Platsen är fortfarande en populär plats för muslimer och har trappor som leder upp till den högsta toppen där det finns en liten moské som ursprungligen uppfördes av Bobur år 1510 och som till stora delar rekonstruerades i slutet av 1900-talet. 
Berget har även ett museum som höggs ut under sovjeteran, som visar arkeologiska fynd från området och beskriver dess historia. Bergets lägre sluttningar omges av en begravningsplats.